# مسجد تاي شانغ
مسجد تاي شانغ (بالصينية: 台中清真寺 ) هو مسجد في منطقة نانتون في مدينة تاي شانغ في تايوان، المسجد هو المسجد الرابع الذي بني في تايوان .

## التاريخ
بعد فرارهم من البر الرئيسى من الصين مع الحكومة القومية في نهاية الحرب الأهلية الصينية في عام 1949 أقام بعض المسلمين الصينيين في تيانزونغ وتشانجوا، وكبر عددهم يحتاجون مكان للصلاة، في البداية أدى المسلمين صلواتهم في بعض المنازل، وكان هناك بيت واحد ملحوظ يستخدم للصلاة هو بيت تشى يولاو، وعندما نما عددهم أكبر لم يعد هذا البيت ومثل هذه الأماكن قادرة على استيعابهم .

### المبنى الأول
منذ ذلك الحين بدأ المسلمبن بالتخطيط لبناء مسجد وذلك في عام 1951، وقد حمعوا أموال من مصادر مختلفة بما في ذلك حكومة المملكة العربية السعودية، واختاروا منزل على الطراز الياباني في طريق زونغياو كموقع لمسجد تاي شانغ، وكان حجم المسجد 130 متر مربع، وبعد الزيارة التي قام بها وزير النقل في المملكة العربية السعودية في أبريل من عام 1975 وجد المسجد في حالة سيئة كاملة، وقدمت الأموال لجمعية مسلمي الصينية لإنشاء مسجد جديد في تاي شانغ في موقع جديد .

### المبنى الحالي
بسبب صعوبات مالية توقف المشروع الجديد لبناء مسجد تاي شانغ توقف مؤقت حتى مايو من عام 1989، قبل أن يشرع مرة أخرى في البناء حتى تم الانتهاء منه في أغسطس من عام 1990، ومع المباني والأجهزة الإضافية تم الانتهاء من مشروع بناء المسجد بالكامل في عام 1994 .

## الأنشطة

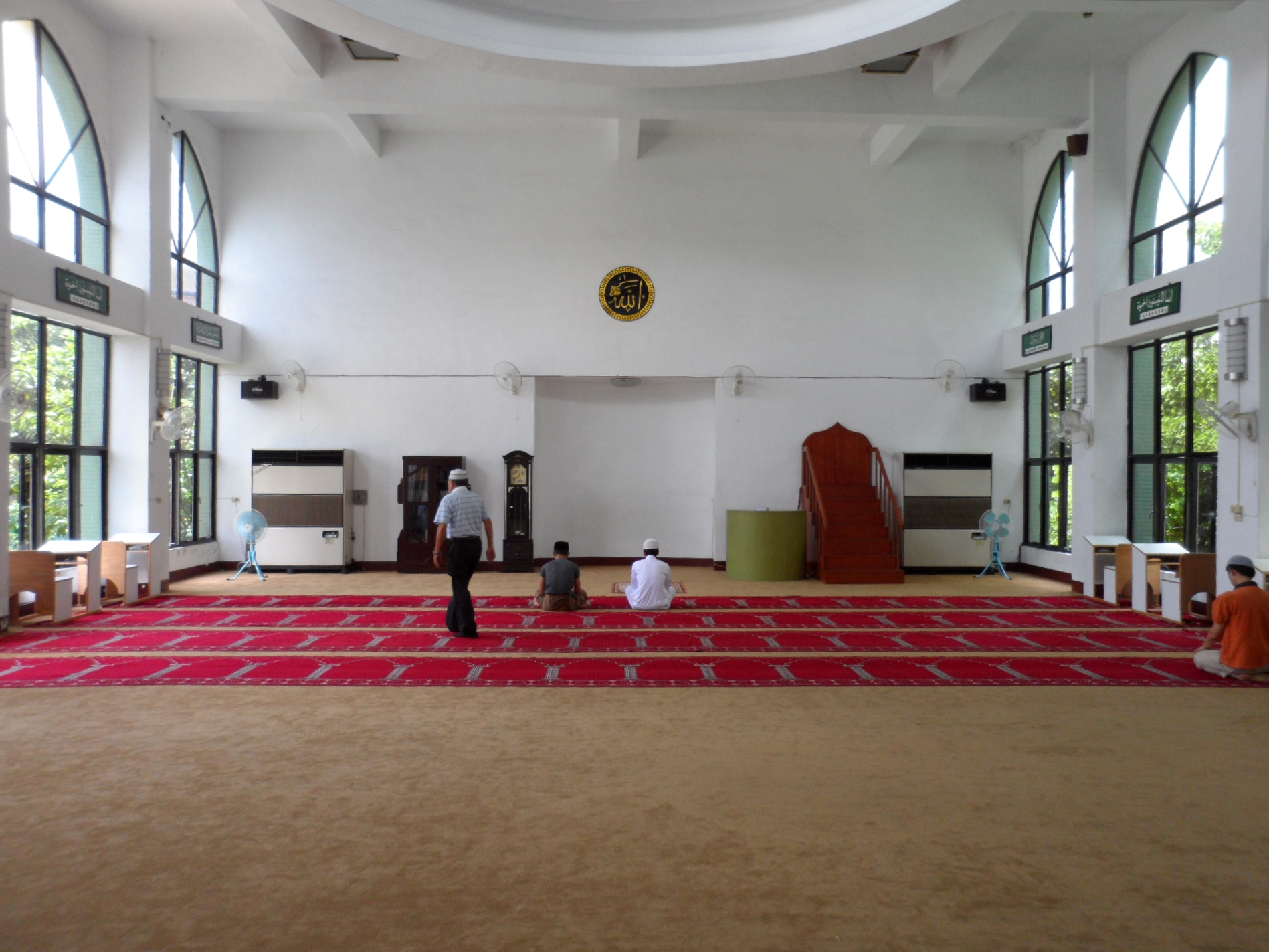
قاعة الصلاة في المسجد

يتم استخدام مكتبة مسجد تاي شانغ لاستضافة العديد من الأنشطة لإطلاع الجمهور العام حول الإسلام، في عام 1997 استأجرت المسجد شان ياوو وهو مسلم صيني من ميانمار كإمام للمسجد، وقد تخرج من جامعة الأزهر في القاهرة في مصر، وقد درس الشريعة الإسلامية هناك، وكان واجبه إجراء الشؤون والأنشطة الدينية في المسجد، خلال فترة ولايته أمضى أربع سنوات في الوعظ وألقى أكثر من 50 خطبة في صلاة الجمعة، وقام بتحرير بعض الخطب في كتب تم إرسالها إلى كل مساجد تايوان، في مايو من عام 2003، استأجر المسجد علي باو شياو ليان وهو خريج كلية الدعوة وأصول الدين في الجامعة الإسلامية في المدينة المنورة في المملكة العربية السعودية، ماجستير في قسم الفقه بجامعة المدينة العالمية بماليزيا(MEDIU)، وتولى منصب نائب الرئيس المسؤول عن إجراء الشؤون الدينية، وشجع الشباب التايواني المسلم أن يأتي إلى المسجد لدراسة القرآن الكريم واللغة العربية خلال العطلات وعطلات نهاية الأسبوع .

## العمارة
بعد إعادة انتخاب مجلس إدارة جديد لمسجد تاي شانغ في عام 1990، قام المجلس بإجراء بعض التوسعات إلى المسجد، تضمنت هذه التوسعة توسعة المبنى وجعله مبنى مكون من ثلاثة طوابق، وأضافوا اليه متجر إسلامي ومطعم إسلامي وأجنحة وعنابر للأئمة وفصول دراسية ومقبرة إسلامية .